# Bogárzói templom
A Páduai Szent Antal-templom Bogárzón, Makó külterületén található, a 4423-as út közvetlen közelében. 1907-ben épült, tervezője Csorba József.

## Története
A Makóhoz tartozó bogárzói tanyavilág hitéletének épített értékekkel történő megerősítése 1892-ben kezdődött, egy keresztállítással. Akkoriban templom hiányában a szentmiséket az iskola épületében tartották, ám az itt élőkben hamarosan felmerült az igény egy önálló templomra.
Az ügyet lelkesen támogatta Kayser Lajos prépost és Huber Ferenc tanító. 1904-ben létrehozták a Bogárzói kápolnaegyesületet. Farkas János polgármester telket, téglát és tetőcserepet ajánlott fel az építkezéshez. Lonovics Ilona, Lonovics József volt csanádi püspök rokona a családi sírboltjára létrehozott alapítvány kamatait szintén a templom építésére szánta. Az építőanyagot a környék gazdái fuvarozták a helyszínre. A további költségeket a hívek és az esperesség adományaiból fedezték. A két harang közül a nagyobbik szintén adományként került a templomba.
1905. október 13-án az egyesület közgyűlése megvásárolta a kijelölt földterületet. 1906 februárjában kapta meg Csorba József a megbízást a templom építésére. Májusban az iskolában népgyűlést tartottak a helybéliek, akik vállalták, hogy gondoskodni fognak a karbantartásról, e célból gyűjtést is szerveztek.
A templom 1907 nyarának végére elkészült; szeptember 1-jén szentelte föl Kayser plébános. 1910-ben tizennégy család egy-egy stációképet ajánlott fel. 1916-ig csak nagyobb ünnepeken tartottak szentmisét, de minden vasárnap volt úgynevezett szárazmise. 1925-ben a templom renoválásra szorult, de gondot jelentett, hogy a hívek által erre a célra összegyűjtött pénz időközben értékét vesztette. 1942-ben felépült a paplak is.
Egy évvel később a hívők már a templom bővítését tervezték. A homokot és a téglák egy részének előteremtését a hívek vállalták magukra; 2000 pengő készpénzt is felajánlottak e célra, a város képviselő-testülete pedig megszavazta a még szükséges téglamennyiség átadását a bogárzóiaknak. A bővítés terveit Szabó Imre városi főmérnök készítette. 1943 októberében kezdődtek el a munkálatok és 1944. augusztus 29-én fejeződtek be. Öt nappal előtte Dehény Lajos megfestette a Páduai Szent Antalt ábrázoló oltárképet. A felszentelésre szeptember 3-án került sor, a szentelést Csepregi Imre plébános végezte. Az esemény nem zajlott le zökkenőmentesen a bombatámadásoktól való félelemben. A templom ablakainak költségét az egyik hívő fizette ki vallásos buzgalomból. Ugyanekkor tégla gyalogjárda épült a paplaktól a sekrestye bejáratáig; szigetelést kapott az épület, új lefolyócsatorna és függő ereszcsatorna is készült.
1956 után gyarapodott a templom berendezése: áldoztatórácsot, szőnyegeket, betlehemet, Szent József- és Szent Antal-szobrot kapott magánszemélyektől, a Szvetits tisztelendő nővérektől és a Szeged-móravárosi plébániától. 1959-ben megtörtént a templom tornyának javítása. 1961-ben újraszigetelték a felázó falú templomot, 1962-ben leverték a vakolatot a kiszárítás érdekében. 1963-ban javították a tetőt és a villámhárítót, bevakolták a templomot kívül-belül. 1964-ben mozaikkal rakták ki a szentélyt és a sekrestyét, és bekötötték a villanyt. Az utolsó házasságkötés az 1970-es években történt az épületben.
Jelenleg havonta egyszer tartanak itt misét; az egykori 2000 fős gyülekezet mára harmincfősre zsugorodott.
2007 szeptemberében – a templom százéves évfordulóján – két egykoron itt tanított pedagógus, Puruczky József és felesége kezdeményezésére több felújítást is eszközöltek: kijavították a tető hibáit, kicserélték az ereszcsatornát és a villanyvezetékeket, kifestették a templombelsőt. A munkálatokat a római katolikus egyház és a városi önkormányzat is támogatta. Szűcs Gábor és Nagy György renoválta a stációképeket. Szűcs Gábor édesapjával, Szűcs Mihállyal együtt új, erős kaput készített Németországból származó, toldásmentes borovi fenyőből. Kakuja János jóvoltából az ajtó küszöbe rézborítást kapott. Az ünnepi szentmisét Kiss-Rigó László, a Szeged-Csanádi egyházmegye püspöke celebrálta. A városvezetés szándékai között az is szerepelt, hogy a LEADER-program forrásaiból szabadidőközpontot alakítsanak ki a templom körül, zarándoklatok és kirándulások kedvelt helyszínévé téve azt.

## Leírása
A templom téglaalapokra épült, cseréptetővel. Hét méter széles, tizenkét méter hosszú, négy méter belmagasságú volt. Falmennyezete sík. A harangtorony négyzetes alaprajzú, bádog toronysisakú, oldalhosszúsága két méter. Hajójának oldalai eredetileg nem voltak szabályosak. A bővítés után a templom meghosszabbodott öt méterrel; az apszis oldalai egyenlő hosszúságúak. Belmagassága másfél méterrel nőtt meg. A szentély és a hajó közé vízszintes gerendázatú pillér épült, elválasztva a régi hajót az új szentélytől. Ablakok csak a keleti oldalon találhatóak.